# Donacoscaptes lunilinealis
Donacoscaptes lunilinealis là một loài bướm đêm trong họ Crambidae.